# Lista de deputados federais do Brasil da 54.ª legislatura
Esta é a lista de deputados federais do Brasil da 54.ª legislatura do Congresso Nacional. Inclui-se o nome civil dos parlamentares, o partido ao qual eram filiados na data da posse e a quantidade de votos que receberam para sua eleição, sua unidade federativa de origem, bem como outras informações. Esta legislatura da Câmara dos Deputados durou de 1.º de fevereiro de 2011 a 31 de janeiro de 2015.

## Composição das bancadas
| Partido | Bancada  | Posição      |
| ------- | -------- | ------------ |
| PT      | 88 / 513 | Governo      |
| PMDB    | 78 / 513 | Governo      |
| PSDB    | 53 / 513 | Oposição     |
| PP      | 44 / 513 | Independente |
| DEM     | 43 / 513 | Oposição     |
| PR      | 40 / 513 | Governo      |
| PSB     | 34 / 513 | Governo      |
| PDT     | 26 / 513 | Governo      |
| PTB     | 22 / 513 | Independente |
| PSC     | 17 / 513 | Governo      |
| PCdoB   | 15 / 513 | Governo      |
| PV      | 14 / 513 | Independente |
| PPS     | 12 / 513 | Oposição     |
| PRB     | 8 / 513  | Governo      |
| PMN     | 4 / 513  | Independente |
| PTdoB   | 4 / 513  | Independente |
| PSOL    | 3 / 513  | Oposição     |
| PHS     | 2 / 513  | Independente |
| PRP     | 2 / 513  | Independente |
| PRTB    | 2 / 513  | Independente |
| PTC     | 1 / 513  | Independente |
| PSL     | 1 / 513  | Independente |

## Relação

### Mesa Diretora
|  | Cargo              | Nome                     | Partido | Estado              |
|  | ------------------ | ------------------------ | ------- | ------------------- |
|  | Presidente         | Henrique Eduardo Alves   | PMDB    | Rio Grande do Norte |
|  | 1º Vice-presidente | Arlindo Chinaglia        | PT      | São Paulo           |
|  | 2° Vice-presidente | Fabio Faria              | PSD     | Rio Grande do Norte |
|  | 1° Secretário      | Márcio Bittar            | PSDB    | Acre                |
|  | 2° Secretário      | Simão Sessim             | PP      | Rio de Janeiro      |
|  | 3° Secretário      | Maurício Quintella Lessa | PR      | Alagoas             |
|  | 4° Secretário      | Antônio Carlos Biffi     | PT      | Mato Grosso do Sul  |
|  | 1° Suplente        | Gonzaga Patriota         | PSB     | Pernambuco          |
|  | 2° Suplente        | Wolney Queiroz           | PDT     | Pernambuco          |
|  | 3° Suplente        | Vitor Penido             | DEM     | Minas Gerais        |
|  | 4° Suplente        | Hidekazu Takayama        | PSC     | Paraná              |

### Acre
| Nome                               | Partido | Votos nominais |
| ---------------------------------- | ------- | -------------- |
| Gladson de Lima Cameli             | PP      | 32.623         |
| Antônia Luciléia Cruz Ramos Câmara | PSC     | 15.849         |
| Henrique Afonso Soares Lima        | PV      | 20.306         |
| Maria Perpétua de Almeida          | PCdoB   | 33.235         |
| Márcio Miguel Bittar               | PSDB    | 52.183         |
| Taumaturgo Lima Cordeiro           | PT      | 17.932         |
| Sebastião Sibá Machado Oliveira    | PT      | 25.158         |
| Flaviano Melo                      | PMDB    | 36.301         |

### Alagoas
| Nome                                   | Partido | Votos nominais |
| -------------------------------------- | ------- | -------------- |
| José Renan Vasconcelos Calheiros Filho | PMDB    | 140.180        |
| Rui Soares Palmeira                    | PSDB    | 118.363        |
| Roseane Cavalcante de Freitas          | PTdoB   | 90.021         |
| Maurício Quintella Malta Lessa         | PR      | 54.937         |
| Arthur César Pereira de Lira           | PP      | 84.676         |
| Joaquim Beltrão Siqueira               | PMDB    | 77.832         |
| Givaldo de Sá Gouveia                  | PSB     | 92.268         |
| Célia Maria Barbosa Rocha              | PTB     | 124.504        |
| João José Pereira de Lyra              | PSD     | 111.104        |

### Amapá
| Nome                                | Partido | Votos nominais |
| ----------------------------------- | ------- | -------------- |
| Luiz Carlos Gomes dos Santos Júnior | PSDB    | 10.945         |
| Vinícius de Azevedo Gurgel          | PRTB    | 21.479         |
| David Samuel Alcolumbre Tobelem     | DEM     | 14.655         |
| Janete Maria Góes Capiberibe        | PSB     | 19.061         |
| Evandro Costa Milhomem              | PCdoB   | 13.974         |
| Maria Dalva de Souza Figueiredo     | PT      | 20.203         |
| Fátima Lúcia Pelaes                 | PMDB    | 14.193         |
| Sebastião Ferreira da Rocha         | PDT     | 12.739         |

### Amazonas
| Nome                                 | Partido | Votos nominais |
| ------------------------------------ | ------- | -------------- |
| Rebecca Martins Garcia               | PP      | 146.665        |
| Raimundo Sabino Castelo Branco Maues | PTB     | 93.112         |
| Silas Câmara                         | PSD     | 127.134        |
| José Henrique Oliveira               | PR      | 85.535         |
| Francisco Edinaldo Praciano          | PT      | 166.387        |
| Pauderney Tomaz Avelino              | DEM     | 100.199        |
| Carlos Alberto Cavalcante de Souza   | PSD     | 112.393        |
| Átila Sidney Lins de Albuquerque     | PMDB    | 131.429        |

### Bahia
| Nome                                         | Partido | Votos nominais |
| -------------------------------------------- | ------- | -------------- |
| João Luiz Correia Argôlo dos Santos          | PP      | 68.025         |
| Antônio Carlos Magalhães Neto                | DEM     | 328.450        |
| Fábio Souto                                  | DEM     | 65.985         |
| João Carlos Paolilo Bacelar Filho            | PR      | 75.327         |
| Márcio Marinho                               | PRB     | 157.917        |
| Fernando Dantas Torres                       | PSD     | 79.204         |
| Antônio Luiz Paranhos Ribeiro Leite de Brito | PTB     | 70.209         |
| Oziel Alves de Oliveira                      | PDT     | 81.811         |
| Arthur Maia                                  | PMDB    | 74.134         |
| Valmir Carlos da Assunção                    | PT      | 132.999        |
| Erivelton Lima Santana                       | PSC     | 69.765         |
| Félix Mendonça Júnior                        | PDT     | 148.885        |
| Cláudio Cajado                               | DEM     | 72.098         |
| Edson Pimenta                                | PCdoB   | 103.940        |
| Maurício Gonçalves Trindade                  | PR      | 77.335         |
| Lúcio Vieira Lima                            | PMDB    | 221.616        |
| Rui Costa                                    | PT      | 212.157        |
| Sérgio Luís Lacerda Brito                    | PSC     | 71.889         |
| Afonso Bandeira Florence                     | PT      | 143.795        |
| Nelson Pellegrino                            | PT      | 202.798        |
| Alice Portugal                               | PCdoB   | 101.588        |
| Amauri Santos Teixeira                       | PT      | 63.729         |
| Josias Gomes da Silva                        | PT      | 69.619         |
| Jutahy Júnior                                | PSDB    | 110.268        |
| Waldenor Alves Pereira Filho                 | PT      | 87.930         |
| Daniel Gomes de Almeida                      | PCdoB   | 135.817        |
| Geraldo Simões de Oliveira                   | PT      | 75.977         |
| Jânio Natal                                  | PRP     | 41.585         |
| Paulo Sérgio Paranhos de Magalhães           | PSD     | 53.620         |
| Luiz Alberto Silva dos Santos                | PT      | 63.686         |
| Roberto Pereira de Britto                    | PP      | 64.126         |
| Mário Negromonte                             | PP      | 169.209        |
| José Nunes Soares                            | PSD     | 70.483         |
| José Eduardo Vieira Ribeiro                  | PT      | 109.109        |
| José Alves Rocha                             | PR      | 73.935         |
| Antônio Imbassahy                            | PSDB    | 112.630        |
| Marcos Antônio Medrado                       | PDT     | 68.216         |
| João Leão                                    | PP      | 203.604        |
| José Carlos Leão                             | PSD     | 69.564         |

### Ceará
| Nome                               | Partido | Votos nominais |
| ---------------------------------- | ------- | -------------- |
| Domingos Neto                      | PSB     | 246.591        |
| André Figueiredo                   | PDT     | 115.647        |
| Antônio Eudes Xavier               | PT      | 97.266         |
| Genecias Noronha                   | PMDB    | 176.286        |
| José Nobre Guimarães               | PT      | 210.366        |
| Artur José Vieira Bruno            | PT      | 133.152        |
| Francisco Danilo Bastos Forte      | PMDB    | 100.009        |
| José Airton                        | PT      | 103.611        |
| João Ananias Vasconcelos Neto      | PCdoB   | 128.718        |
| Aníbal Ferreira Gomes              | PMDB    | 162.037        |
| Maria Gorete Pereira               | PR      | 98.209         |
| José Arnon Cruz Bezerra de Menezes | PTB     | 106.121        |
| Raimundo Gomes de Matos            | PSDB    | 86.342         |
| Antônio Balhmann                   | PSB     | 88.562         |
| Edson da Silva                     | PSB     | 135.078        |
| Raimundo Antônio de Macêdo         | PMDB    | 116.310        |
| Francisco Lopes da Silva           | PCdoB   | 95.584         |
| Manoel Salviano Sobrinho           | PSD     | 76.915         |
| Francisco Ariosto Holanda          | PSB     | 91.846         |
| José Linhares Ponte                | PP      | 92.220         |
| Carlos Mauro Cabral Benevides      | PMDB    | 109.710        |
| Vicente Arruda                     | PR      | 97.352         |

### Distrito Federal
| Nome                                                                              | Partido | Votos nominais |
| --------------------------------------------------------------------------------- | ------- | -------------- |
| José Antônio Machado Reguffe                                                      | PDT     | 266.465        |
| Roberto Policarpo Fagundes (assumiu o cargo depois da desistência de Paulo Tadeu) | PT      | 164.555        |
| Jaqueline Maria Roriz                                                             | PMN     | 100.051        |
| Luiz Carlos Pietschmann                                                           | PSDB    | 51.491         |
| Ronaldo Fonseca de Souza                                                          | PR      | 67.920         |
| Érika Juca Kokay                                                                  | PT      | 72.651         |
| Izalci Lucas Ferreira                                                             | PSDB    | 97.914         |
| Geraldo Magela Pereira                                                            | PT      | 86.276         |

### Espírito Santo
| Nome                              | Partido | Votos nominais |
| --------------------------------- | ------- | -------------- |
| Lauriete Rodrigues de Almeida     | PSC     | 69.818         |
| Sueli Rangel Silva Vidigal        | PDT     | 141.578        |
| Audifax Charles Pimentel Barcelos | PSB     | 161.856        |
| César Colnago                     | PSDB    | 80.728         |
| Carlos Humberto Mannato           | PDT     | 60.700         |
| Paulo Roberto Foletto             | PSB     | 99.312         |
| Iriny Nicolau Corres Lopes        | PT      | 74.534         |
| Lelo Coimbra                      | PMDB    | 105.458        |
| Jorge Silva                       | PDT     | 67.262         |
| Rose de Freitas                   | PMDB    | 96.454         |

### Goiás
| Nome                           | Partido | Votos nominais |
| ------------------------------ | ------- | -------------- |
| Heuler Cruvinel                | PSD     | 76.796         |
| Leandro Vilela                 | PMDB    | 102.435        |
| Thiago Peixoto                 | PSD     | 90.719         |
| Flávia Morais                  | PDT     | 152.553        |
| Armando Vergílio               | SD      | 103.231        |
| Leonardo Vilela                | PSDB    | 91.924         |
| João Campos de Araújo          | PSDB    | 135.968        |
| Carlos Alberto Leréia          | PSDB    | 98.427         |
| Sandes Júnior                  | PP      | 89.230         |
| Sandro da Mabel Antônio Scodro | PR      | 148.687        |
| Pedro Pinheiro Chaves          | PMDB    | 94.318         |
| Rubens Otoni                   | PT      | 171.382        |
| Jovair Oliveira Arantes        | PTB     | 147.624        |
| Vilmar Rocha                   | PSD     | 85.773         |
| Ronaldo Caiado                 | DEM     | 167.591        |
| Roberto Balestra               | PP      | 97.424         |
| Iris de Araújo Rezende Machado | PMDB    | 185.934        |

### Maranhão
| Nome             | Partido | Votos nominais |
| ---------------- | ------- | -------------- |
| Alberto Filho    | PMDB    | 89.704         |
| Weverton Rocha   | PDT     | 104.015        |
| Cléber Verde     | PRB     | 126.896        |
| Hélio Santos     | PSDB    | 58.413         |
| Pinto Itamaraty  | PSDB    | 80.259         |
| Carlos Brandão   | PSDB    | 77.733         |
| Sarney Filho     | PV      | 134.313        |
| Domingos Dutra   | SD      | 81.101         |
| Lourival Mendes  | PTdoB   | 30.036         |
| Waldir Maranhão  | PP      | 106.646        |
| Simplício Araújo | SD      | 62.631         |
| Luciano Moreira  | PMDB    | 125.915        |
| Pedro Fernandes  | PTB     | 113.503        |
| Sétimo Waquim    | PMDB    | 86.399         |
| Gastão Vieira    | PMDB    | 134.665        |
| Nice Lobão       | PSD     | 95.129         |
| Zé Vieira        | PROS    | 76.629         |
| Pedro Novais     | PMDB    | 89.658         |

### Mato Grosso
| Nome                        | Partido | Votos nominais                                       |
| --------------------------- | ------- | ---------------------------------------------------- |
| Valtenir Luiz Pereira       | PSB     | 101.907                                              |
| Nilson Aparecido Leitão     | PSDB    | 70.958                                               |
| Roberto Dorner              | (PP)    | (eleito como suplente de Pedro Henry)                |
| Wellington Antônio Fagundes | PR      | 145.460                                              |
| Ságuas Moraes               | PT      | 88.654 (eleito como suplente de Homero Alves Pereira |
| Eliene José de Lima         | PSD     | 66.482                                               |
| Júlio José de Campos        | DEM     | 72.560                                               |
| Carlos Gomes Bezerra        | PMDB    | 90.780                                               |

### Mato Grosso do Sul
| Nome                          | Partido | Votos nominais |
| ----------------------------- | ------- | -------------- |
| Fábio Ricardo Trad            | PMDB    | 82.121         |
| Marçal Gonçalves Leite Filho  | PMDB    | 60.957         |
| Luiz Henrique Mandetta        | DEM     | 78.733         |
| Reinaldo Azambuja Silva       | PSDB    | 122.213        |
| Vander Luiz dos Santos Loubet | PT      | 116.330        |
| Edson Giroto                  | PR      | 147.343        |
| Geraldo Resende Pereira       | PMDB    | 79.299         |
| Antônio Carlos Biffi          | PT      | 60.039         |

### Minas Gerais
| Nome                                     | Partido              | Votos nominais |
| ---------------------------------------- | -------------------- | -------------- |
| Gabriel Guimarães de Andrade             | PT                   | 137.120        |
| Renzo do Amaral Braz                     | PP                   | 102.573        |
| Miguel Corrêa da Silva Júnior            | PT                   | 113.388        |
| Diego Leonardo de Andrade Carvalho       | PSD                  | 90.073         |
| Odair José da Cunha                      | PT                   | 165.644        |
| Bernardo Santana de Vasconcellos         | PR                   | 119.029        |
| Leonardo Lemos Barros Quintão            | PMDB                 | 141.737        |
| Weliton Fernandes Prado                  | PT                   | 234.397        |
| Dimas Fabiano Toledo Júnior              | PP                   | 146.061        |
| Reginaldo Lázaro de Oliveira Lopes       | PT                   | 176.241        |
| Rodrigo Moreira Ladeira Grilo            | PSL                  | 40.093         |
| George Hilton dos Santos Cecílio         | PRB                  | 92.282         |
| Luís Henrique de Oliveira Resende        | PTdoB                | 58.677         |
| Eros Ferreira Biondini                   | PTB                  | 208.058        |
| Rodrigo Batista de Castro                | PSDB                 | 271.306        |
| Alexandre Silveira de Oliveira           | PSD                  | 199.418        |
| João Carlos Siqueira                     | PT                   | 111.651        |
| Júlio César Delgado                      | PSB                  | 70.945         |
| Ademir Camilo Prates Rodrigues           | PSD                  | 72.967         |
| Olavo Bilac Pinto Neto                   | PR                   | 117.230        |
| José Silva Soares                        | PDT                  | 110.570        |
| Paulo Abi Ackel                          | PSDB                 | 105.422        |
| Maria Margarida Martins Salomão          | PT                   | 79.388         |
| Aelton José de Freitas                   | PR                   | 106.192        |
| Fábio Augusto Ramalho dos Santos         | PV                   | 96.309         |
| João Magalhães                           | PMDB                 | 101.639        |
| José Humberto Soares                     | PHS                  | 51.824         |
| Antônio Pinheiro Júnior                  | PP                   | 179.649        |
| Marcus Vinícius Caetano Pestana da Silva | PSDB                 | 161.892        |
| Narcio Rodrigues da Silveira             | PSDB                 | 101.090        |
| Eduardo Luiz Barros Barbosa              | PSDB                 | 120.769        |
| Walter da Rocha Tosta                    | PMN                  | 86.192         |
| Domingos Sávio Campos Resende            | PSDB                 | 143.113        |
| Luiz Fernando Ramos Faria                | PP                   | 105.413        |
| Antônio Eustáquio Andrade Ferreira       | PMDB                 | 117.722        |
| Lincoln Diniz Portela                    | PR                   | 109.045        |
| Jaime Martins Filho                      | PR                   | 180.117        |
| Paulo Piau Nogueira                      | PMDB                 | 90.907         |
| José Saraiva Felipe                      | PMDB                 | 90.097         |
| Jose Leonardo Costa Monteiro             | PT                   | 85.891         |
| Carlaile de Jesus Pedrosa                | PSDB                 | 128.304        |
| Marcos Montes Cordeiro                   | PSD                  | 94.077         |
| Carlos do Carmo Andrade Melles           | DEM                  | 100.325        |
| Maria do Socorro Jô Moraes               | PCdoB                | 105.977        |
| Geraldo Thadeu Pedreira dos Santos       | PSD                  | 87.826         |
| Mário de Oliveira                        | PSC                  | 100.811        |
| Luiz Gonzaga Ribeiro                     | PDT (eleito pelo PV) | ??             |
| Marcio Reinaldo Dias Moreira             | PP                   | 124.551        |
| Aracely de Paula                         | PR                   | 81.129         |
| Lael Vieira Varella                      | DEM                  | 243.884        |
| Newton Cardoso                           | PMDB                 | 137.680        |
| Mauro Ribeiro Lopes                      | PMDB                 | 93.035         |

### Pará
| Nome                                | Partido | Votos nominais |
| ----------------------------------- | ------- | -------------- |
| Lúcio Dutra Vale                    | PR      | 142.116        |
| Cláudio Alberto Castelo Branco Puty | PT      | 120.881        |
| José Roberto de Oliveira Faro       | PT      | 169.504        |
| Wladimir Afonso da Costa Rabelo     | PSD     | 236.514        |
| José Benito Priante Júnior          | PMDB    | 172.068        |
| Zenaldo Rodrigues Coutinho Júnior   | PSDB    | 154.265        |
| José Geraldo Torres da Silva        | PT      | 119.544        |
| José da Cruz Marinho                | PSC     | 147.615        |
| Arnaldo Jordy Figueiredo            | PSD     | 201.171        |
| Esmerino Neri Batista Filho         | PT      | 126.055        |
| Nilson Pinto de Oliveira            | PSDB    | 140.893        |
| Joaquim de Lira Maia                | DEM     | 119.548        |
| Wandenkolk Pasteur Gonçalves        | PSDB    | 68.547         |
| Giovanni Corrêa Queiroz             | PDT     | 93.461         |
| Josué Bengtson                      | PTB     | 112.212        |
| Elcione Therezinha Zahluth Barbalho | PMDB    | 209.635        |
|                                     | PMDB    | 87.681         |

### Paraíba
| Nome                                        | Partido | Votos nominais |
| ------------------------------------------- | ------- | -------------- |
| Hugo Motta Wanderley da Nóbrega             | PMDB    | 86.150         |
| José Wilson Santiago Filho                  | PMDB    | 105.822        |
| Efraim de Araújo Morais Filho               | DEM     | 87.014         |
| Benjamin Gomes Maranhão Neto                | PMDB    | 94.984         |
| Ruy Manoel Carneiro Barbosa de Aca Belchior | PSDB    | 108.644        |
| Aguinaldo Velloso Borges Ribeiro            | PP      | 87.572         |
| Romero Rodrigues Veiga                      | PSDB    | 95.293         |
| Manoel Alves da Silva Júnior                | PMDB    | 108.041        |
| José Wellington Roberto                     | PR      | 113.167        |
| Damião Feliciano da Silva                   | PDT     | 87.134         |
| Ozanilda Gondim Vital do Rêgo               | PMDB    | 79.412         |
| Luiz Albuquerque Couto                      | PT      | 95.555         |

### Paraná
| Nome                                   | Partido | Votos nominais |       |
| -------------------------------------- | ------- | -------------- | ----- |
| Carlos Roberto Massa Júnior            | PSC     | 358.924        |       |
| José Carlos Becker de Oliveira e Silva | PT      | 109.565        |       |
| João José de Arruda Júnior             | PMDB    | 126.092        |       |
| Sandro Alex Cruz de Oliveira           | PSD     | 95.840         |       |
| Fernando Francischini                  | PSDB    | 130.522        |       |
| Fernando Giacobo                       | PR      | 119.892        |       |
| Maria Aparecida Borghetti              | PP      | 147.910        |       |
| Alex Canziani Silveira                 | PTB     | 149.693        |       |
| Marcelo Beltrão Almeida                | PMDB    | 82.518         | [ 1 ] |
| Cleusa Rosane Ribas Ferreira           | PV      | 47.674         |       |
| Assis Miguel do Couto                  | PT      | 94.745         |       |
| Edmar Arruda                           | PSC     | 61.309         |       |
| Hermes Parcianello                     | PMDB    | 154.910        |       |
| Angelo Carlos Vanhoni                  | PT      | 108.886        |       |
| Jacob Alfredo Stoffels Kaefer          | PSDB    | 102.345        |       |
| Cezar Augusto Carollo Silvestri        | PPS     | 87.586         |       |
| Eduardo Francisco Sciarra              | PSD     | 102.232        |       |
| Abelardo Luiz Lupion Mello             | DEM     | 79.704         |       |
| Florisvaldo Fier                       | PT      | 93.509         |       |
| Luiz Carlos Hauly                      | PSDB    | 116.165        |       |
| Leopoldo Costa Meyer                   | PSB     | 38.649         |       |
| Osmar José Serraglio                   | PMDB    | 121.700        |       |
| Hidekazu Takayama                      | PSC     | 109.895        |       |
| Rubens Bueno                           | PPS     | 123.178        |       |
| Nelson Padovani                        | PSC     | 63.289         |       |
| Dilceu João Sperafico                  | PP      | 107.820        |       |
| Nelson Meurer                          | PP      | 114.648        |       |
| Moacir Micheletto                      | PMDB    | 121.285        |       |
| André Zacharow                         | PMDB    | 101.579        |       |
| Reinhold Stephanes                     | PSD     | 95.147         |       |

### Pernambuco
| Nome                                           | Partido | Votos nominais |
| ---------------------------------------------- | ------- | -------------- |
| Fernando Bezerra de Souza Coelho Filho         | PSB     | 166.493        |
| Bruno Cavalcanti de Araújo                     | PSDB    | 121.383        |
| Anderson Ferreira Rodrigues                    | PR      | 48.435         |
| Eduardo Henrique da Fonte de Albuquerque Silva | PP      | 330.520        |
| Wolney Queiroz Maciel                          | PDT     | 113.885        |
| Danilo Jorge de Barros Cabral                  | PSB     | 120.871        |
| José Mendonça Bezerra Filho                    | DEM     | 142.699        |
| Luciana Barbosa de Oliveira Santos             | PCdoB   | 105.253        |
| Raul Jean Louis Henry Júnior                   | PMDB    | 90.106         |
| Augusto Rodrigues Coutinho de Melo             | DEM     | 70.096         |
| Francisco Eurico da Silva                      | PSB     | 185.870        |
| Maurício Rands Coelho Barros                   | PT      | 126.812        |
| Roberto Sérgio Ribeiro Coutinho Teixeira       | PP      | 55.450         |
| Sílvio Serafin Costa                           | PTB     | 78.984         |
| José Augusto Maia                              | PTB     | 46.267         |
| João Paulo Lima e Silva                        | PT      | 264.250        |
| Fernando Dantas Ferro                          | PT      | 58.121         |
| Jorge Wicks Côrte Real                         | PTB     | 60.643         |
| Pedro Eugênio de Castro Toledo Cabral          | PT      | 80.657         |
| Severino Sergio Estelita Guerra                | PSDB    | 167.117        |
| Ana Lúcia Arraes de Alencar                    | PSB     | 387.581        |
| Luiz Gonzaga Patriota                          | PSB     | 118.999        |
| José Severiano Chaves                          | PTB     | 66.671         |
| Carlos Eduardo Cintra da Costa Pereira         | PSC     | 72.363         |
| Inocêncio Gomes de Oliveira                    | PR      | 198.407        |

### Piauí
| Nome                                         | Partido | Votos nominais |
| -------------------------------------------- | ------- | -------------- |
| Marllos Rossano Ribeiro Gonçalves de Sampaio | PMDB    | 141.504        |
| Iracema Maria Portela Nunes Nogueira Lima    | PP      | 91.352         |
| Francisco de Assis Carvalho Gonçalves        | PT      | 99.332         |
| Jesus Rodrigues Alves                        | PT      | 69.287         |
| Osmar Ribeiro de Almeida Júnior              | PCdoB   | 95.985         |
| Marcelo Costa e Castro                       | PMDB    | 171.697        |
| Júlio César de Carvalho Lima                 | PSD     | 109.328        |
| Átila Freitas Lira                           | PSB     | 120.528        |
| Hugo Napoleão do Rego Neto                   | PSD     | 112.731        |
| José Francisco Paes Landim                   | PTB     | 90.261         |

### Rio de Janeiro
| Nome                                          | Partido | Votos nominais |
| --------------------------------------------- | ------- | -------------- |
| Filipe de Almeida Pereira                     | PSC     | 98.280         |
| Glauber de Medeiros Braga                     | PSB     | 57.549         |
| Leonardo Carneiro Monteiro Picciani           | PMDB    | 165.630        |
| Áureo Lídio Moreira Ribeiro                   | PRTB    | 29.009         |
| Cristiano José Rodrigues de Souza             | PTdoB   | 29.176         |
| Felipe Leone Bornier de Oliveira              | PHS     | 44.236         |
| Andreia Almeida Zito dos Santos               | PSDB    | 82.832         |
| Jean Wyllys de Matos Santos                   | PSOL    | 13.018         |
| Pedro Paulo Carvalho Teixeira                 | PMDB    | 105.406        |
| Rodrigo Bethlem Fernandes                     | PMDB    | 74.312         |
| Alessandro Lucciola Molon                     | PT      | 129.515        |
| Rodrigo Felinto Ibarra Epitácio Maia          | DEM     | 86.162         |
| Marcelo Viviani Gonçalves                     | PDT     | 80.862         |
| Aluízio dos Santos Júnior                     | PV      | 95.412         |
| Washington Reis de Oliveira                   | PMDB    | 138.811        |
| Adrian Mussi Ramos                            | PMDB    | 72.824         |
| Romário de Souza Faria                        | PSB     | 146.859        |
| Vitor Paulo Araújo dos Santos                 | PRB     | 157.580        |
| Hugo Leal Melo da Silva                       | PSC     | 98.164         |
| Neilton Mulim da Costa                        | PR      | 41.480         |
| Otavio Santos Silva Leite                     | PSDB    | 84.452         |
| Liliam Sá de Paula                            | PR      | 29.248         |
| Paulo César da Guia Almeida                   | PSD     | 33.856         |
| Anthony Willian Garotinho Matheus de Oliveira | PR      | 694.862        |
| Walney da Rocha Carvalho                      | PTB     | 51.203         |
| Francisco Floriano de Sousa Silva             | PR      | 57.018         |
| Júlio Luiz Baptista Lopes                     | PP      | 85.358         |
| Eduardo Cosentino da Cunha                    | PMDB    | 150.616        |
| Luiz Sérgio Nóbrega de Oliveira               | PT      | 85.660         |
| Jandira Feghali                               | PCdoB   | 146.260        |
| Sergio Zveiter                                | PSD     | 65.826         |
| Jair Messias Bolsonaro                        | PP      | 120.646        |
| Edson Santos                                  | PT      | 52.123         |
| Alexandre José dos Santos                     | PMDB    | 72.822         |
| Stepan Nercessian                             | PSD     | 84.006         |
| Jorge de Oliveira                             | PR      | 44.355         |
| Alexandre Aguiar Cardoso                      | PSB     | 142.714        |
| Alfredo Hélio Syrkis                          | PV      | 73.185         |
| Francisco Rodrigues de Alencar Filho          | PSOL    | 240.724        |
| Jorge Ricardo Bittar                          | PT      | 51.933         |
| Edson Ezequiel de Matos                       | PMDB    | 72.589         |
| Miro Teixeira                                 | PDT     | 63.119         |
| Benedita Souza da Silva Sampaio               | PT      | 71.036         |
| Adilson Soares                                | PR      | 51.011         |
| Simão Sessim                                  | PP      | 77.800         |

### Rio Grande do Norte
| Nome                                | Partido | Votos nominais |
| ----------------------------------- | ------- | -------------- |
| \|Fábio Salustino Mesquita de Faria | PSD     | 156.688        |
| Felipe Catalão Maia                 | DEM     | 137.494        |
| Paulo Wagner Leite Dantas           | PV      | 55.086         |
| Maria de Fátima Bezerra             | PT      | 220.355        |
| João da Silva Maia                  | PR      | 217.854        |
| Sandra Maria da Escóssia Rosado     | PSB     | 92.746         |
| Henrique Eduardo Lyra Alves         | PMDB    | 191.110        |
| Carlos Alberto de Sousa Rosado      | DEM     | 109.627        |

### Rio Grande do Sul
| Nome                           | Partido | Votos nominais |
| ------------------------------ | ------- | -------------- |
| Manuela d'Ávila                | PCdoB   | 482.590        |
| Jerônimo Goergen               | PP      | 85.094         |
| Danrlei de Deus Hinterholz     | PSD     | 173.787        |
| Nelson Marchezan Júnior        | PSDB    | 92.394         |
| Maria do Rosário Nunes         | PT      | 143.128        |
| Paulo Pimenta                  | PT      | 153.072        |
| Marco Maia                     | PT      | 122.134        |
| Dionilso Mateus Marcon         | PT      | 100.553        |
| Alexandre Roso                 | PSB     | 28.236         |
| Alceu Moreira                  | PMDB    | 81.071         |
| Assis Melo                     | PCdoB   | 47.141         |
| José Otávio Germano            | PP      | 110.788        |
| José Affonso Ebert Hamm        | PP      | 98.419         |
| Elvino Bohn Gass               | PT      | 90.096         |
| Luiz Roberto de Albuquerque    | PSB     | 200.476        |
| Carlos Eduardo Vieira da Cunha | PDT     | 76.818         |
| Renato Delmar Molling          | PP      | 104.175        |
| Giovani Cherini                | PDT     | 111.373        |
| Henrique Fontana Júnior        | PT      | 131.510        |
| Sérgio Moraes                  | PTB     | 97.752         |
| Pepe Vargas                    | PT      | 120.707        |
| Enio Egon Bergmann Bacci       | PDT     | 92.116         |
| José Luiz Stedile              | PSB     | 41.401         |
| Vilson Luiz Covatti            | PP      | 125.051        |
| Ronaldo Miro Zulke             | PT      | 100.082        |
| Onyx Lorenzoni                 | DEM     | 84.696         |
| Mendes Ribeiro Filho           | PMDB    | 109.775        |
| Osmar Gasparini Terra          | PMDB    | 130.669        |
| Luis Carlos Heinze             | PP      | 180.403        |
| Luiz Carlos Ghiorzzi Busato    | PTB     | 85.832         |
| Darcisio Paulo Perondi         | PMDB    | 112.214        |

### Rondônia
| Nome                                    | Partido | Votos nominais |
| --------------------------------------- | ------- | -------------- |
| Lindomar Barbosa Alves                  | PV      | 34.990         |
| Mariton Benedito de Holanda (padre ton) | PT      | 31.128         |
| Natan Donadon                           | PMDB    | 43.627         |
| Marinha Célia Rocha Raupp de Matos      | PMDB    | 100.589        |
| Nilton Balbino (capixaba)               | PTB     | 52.017         |
| Anselmo de Jesus                        | PT      | 64.792         |
| Carlos Magno Ramos                      | PP      | 49.596         |
| Rubens Moreira Mendes Filho             | PSD     | 35.869         |

### Roraima
| Nome                           | Partido | Votos nominais |
| ------------------------------ | ------- | -------------- |
| Johnathan Pereira de Jesus     | PRB     | 16.550         |
| Raul da Silva Lima Sobrinho    | PSD     | 8.357          |
| Herbson Jairo Ribeiro Bantim   | PSDB    | 10.111         |
| Maria Teresa Saenz Surita Jucá | PMDB    | 29.804         |
| Paulo César Justo Quartiero    | DEM     | 19.145         |
| Edio Vieira Lopes              | PMDB    | 15.383         |
| Francisco Vieira Sampaio       | PRP     | 5.903          |
| Luciano de Souza Castro        | PR      | 12.170         |

### Santa Catarina
| Nome                     | Partido | Votos nominais |
| ------------------------ | ------- | -------------- |
| João Rodrigues           | PSD     | 134.558        |
| Pedro Uczai              | PT      | 114.985        |
| Mauro Mariani            | PMDB    | 186.733        |
| Paulo Bornhausen         | PSD     | 143.976        |
| Décio Nery de Lima       | PT      | 117.618        |
| Marco Tebaldi            | PSDB    | 100.839        |
| Ronaldo Benedet          | PMDB    | 87.219         |
| Jorginho Mello           | PSDB    | 119.757        |
| Jorge Boeira             | PT      | 84.210         |
| Luci Teresinha Choinacki | PT      | 65.545         |
| Celso Maldaner           | PMDB    | 93.455         |
| Rogério Mendonça         | PMDB    | 110.170        |
| Edson Bez de Oliveira    | PMDB    | 99.613         |
| Esperidião Amin          | PP      | 166.524        |
| Odacir Zonta             | PP      | 103.965        |
| Onofre Agostini          | PSD     | 90.691         |

### São Paulo
| Nome                                         | Partido | Votos nominais | Reduto ou Domicílio eleitoral |
| -------------------------------------------- | ------- | -------------- | ----------------------------- |
| Alexandre Leite da Silva                     | DEM     | 112.950        |                               |
| Bruna Dias Furlan                            | PSDB    | 270.661        | Barueri                       |
| Guilherme Mussi Ferreira                     | PSD     | 98.702         |                               |
| Luiz Fernando Arantes Machado                | PSDB    | 129.620        |                               |
| Adriano Eli Corrêa                           | DEM     | 124.608        | São Paulo                     |
| Rodrigo Garcia                               | DEM     | 226.073        | São Paulo                     |
| Aline Lemos Corrêa de Oliveira Andrade       | PP      | 78.317         | Campinas                      |
| Marcelo Theodoro de Aguiar                   | DEM     | 98.842         |                               |
| Marco Antônio Feliciano                      | PSC     | 211.855        | São Paulo                     |
| Gabriel Benedito Issaac Chalita              | PMDB    | 560.022        | São Paulo                     |
| Otoniel Carlos de Lima                       | PRB     | 95.971         |                               |
| Ricardo Izar Júnior                          | PSD     | 87.347         | São Paulo                     |
| Antonio Bulhões                              | PRB     | 162.667        |                               |
| Mara Cristina Gabrilli                       | PSDB    | 160.138        | São Paulo                     |
| Roberto Alves de Lucena                      | PV      | 70.611         |                               |
| Jonas Donizette Ferreira                     | PSB     | 162.144        | Campinas                      |
| Jilmar Augustinho Tatto                      | PT      | 250.467        | São Paulo                     |
| Francisco Everardo Oliveira Silva (Tiririca) | PR      | 1.353.820      |                               |
| Jefferson Alves de Campos                    | PSD     | 116.317        | Sorocaba                      |
| Antônio Duarte Nogueira Júnior               | PSDB    | 124.737        | Ribeirão Preto                |
| Márcio Luiz França Gomes                     | PSB     | 172.005        | Baixada Santista              |
| Carlos Henrique Focesi Sampaio               | PSDB    | 145.585        |                               |
| Carlos José de Almeida                       | PT      | 134.190        | São José dos Campos           |
| Guilherme Campos Júnior                      | PSD     | 112.852        |                               |
| Luiz Paulo Teixeira Ferreira                 | PT      | 134.479        |                               |
| Milton Antônio Casquel Monti                 | PR      | 131.654        |                               |
| Ricardo José Ribeiro Berzoini                | PT      | 140.525        |                               |
| Carlos Alberto Rolim Zarattini               | PT      | 216.403        |                               |
| Protógenes Pinheiro de Queiroz               | PCdoB   | 94.906         |                               |
| Vicente Cândido da Silva                     | PT      | 160.242        |                               |
| José Roberto Santiago Gomes                  | PV      | 60.180         |                               |
| Edson Aparecido dos Santos                   | PSDB    | 184.403        |                               |
| José de Filippi Júnior                       | PT      | 149.525        | Diadema                       |
| Paulo Pereira da Silva                       | SDD     | 267.208        |                               |
| José Olímpio Silveira Moraes                 | PP      | 160.813        |                               |
| Vanderlei Siraque                            | PT      | 91.415         | Santo André                   |
| Vicente Paulo da Silva                       | PT      | 141.068        | São Bernardo do Campo         |
| Emanuel Fernandes                            | PSDB    | 218.789        |                               |
| Iolanda Keiko Miashiro Ota                   | PSB     | 213.024        | São Paulo                     |
| Júlio Francisco Semeghini Neto               | PSDB    | 113.333        | São Paulo                     |
| Paulo Roberto Freire da Costa                | PR      | 161.083        |                               |
| Arnaldo Calil Pereira Jardim                 | PSD     | 140.641        | São Paulo                     |
| Salvador Zimbaldi Filho                      | PROS    | 42.743         | Campinas                      |
| Cândido Elpídio de Souza Vaccarezza          | PT      | 131.685        |                               |
| Dimas Eduardo Ramalho                        | PPS     | 139.636        | Taquaritinga                  |
| Jorge Tadeu Mudalen                          | DEM     | 164.650        | Guarulhos                     |
| João Eduardo Dado Leite de Carvalho          | PDT     | 70.486         |                               |
| Newton Lima Neto                             | PT      | 110.207        | São Carlos                    |
| José Ricardo Alvarenga Tripoli               | PSDB    | 134.884        | São Paulo                     |
| José Carlos Vaz de Lima                      | PSDB    | 170.777        | São Paulo                     |
| José Abelardo Guimarães Camarinha            | PSB     | 71.637         |                               |
| Paulo Roberto Gomes Mansur                   | PP      | 65.397         | Baixada Santista              |
| Edson Edinho Coelho Araújo                   | PMDB    | 100.195        | São José do Rio Preto         |
| Arlindo Chinaglia Júnior                     | PT      | 207.465        | São Paulo                     |
| José Mentor Guilherme de Mello Netto         | PT      | 139.691        |                               |
| José Aníbal Peres de Pontes                  | PSDB    | 170.957        | São Paulo                     |
| Ivan Valente                                 | PSOL    | 189.014        |                               |
| Antônio Carlos de Mendes Thame               | PSDB    | 139.727        | Piracicaba                    |
| William Dib                                  | PSDB    | 113.823        | São Bernardo do Campo         |
| Janete Rocha Pietá                           | PT      | 144.529        | Guarulhos                     |
| José Luiz de França Penna                    | PV      | 78.301         | São Paulo                     |
| Arnaldo Faria de Sá                          | PTB     | 192.336        | São Paulo                     |
| Devanir Ribeiro                              | PT      | 127.952        | Getulina                      |
| Roberto João Pereira Freire                  | PPS     | 121.471        |                               |
| Nelson Marquezelli                           | PTB     | 117.634        |                               |
| Junji Abe                                    | PSD     | 113.156        | Mogi das Cruzes               |
| Luiza Erundina de Sousa                      | PSB     | 214.114        | São Paulo                     |
| Paulo Salim Maluf                            | PP      | 497.203        | São Paulo                     |

### Sergipe
| Nome                             | Partido | Votos nominais |
| -------------------------------- | ------- | -------------- |
| Antônio Carlos Valadares Filho   | PSB     | 95.680         |
| André Luís Dantas Ferreira       | PSC     | 83.641         |
| Márcio Costa Macedo              | PT      | 58.782         |
| Rogério Carvalho Santos          | PT      | 116.417        |
| José Heleno da Silva             | PRB     | 61.598         |
| José de Araújo Mendonça Sobrinho | DEM     | 89.641         |
| Laercio José de Oliveira         | PR      | 79.514         |
| José Almeida Lima                | PMDB    | 75.082         |

### Tocantins
| Nome                             | Partido | Votos nominais |
| -------------------------------- | ------- | -------------- |
| Irajá Silvestre Filho            | PSD     | 39.301         |
| Carlos Eduardo Torres Gomes      | PSDB    | 49.455         |
| Raimundo Coimbra Júnior          | PMDB    | 69.372         |
| Maria Auxiliadora Seabra Rezende | DEM     | 38.233         |
| Laurez da Rocha Moreira          | PSB     | 39.658         |
| Joséli Ângelo Agnolin            | PDT     | 47.542         |
| César Hanna Halum                | PSD     | 39.827         |
| Lázaro Botelho Martins           | PP      | 41.888         |

## Composição e lideranças
A composição da Casa foi a seguinte:
| Partido | Deputados | Líder / representante | Posição      |
| ------- | --------- | --------------------- | ------------ |
| PT      | 87        | Vicentinho            | Governo      |
| PMDB    | 72        | Eduardo Cunha         | Governo      |
| PSD     | 45        | Moreira Mendes        | Governo[g]   |
| PSDB    | 45        | Antônio Imbassahy     | Oposição     |
| PP      | 40        | Eduardo da Fonte      | Governo      |
| PR      | 31        | Bernardo Vasconcellos | Governo      |
| DEM     | 28        | Mendonça Filho        | Oposição     |
| PSB     | 25        | Beto Albuquerque      | Oposição     |
| SD      | 21        | Arthur Oliveira Maia  | Oposição     |
| PROS    | 20        | Givaldo Carimbão      | Governo      |
| PDT     | 18        | Félix Mendonça Júnior | Governo[g]   |
| PTB     | 18        | Jovair Arantes        | Governo[g]   |
| PCdoB   | 15        | Jandira Feghali       | Governo      |
| PSC     | 12        | André Moura           | Independente |
| PRB     | 10        | George Hilton         | Governo      |
| PV      | 8         | Sarney Filho          | Oposição     |
| PPS     | 7         | Rubens Bueno          | Oposição     |
| PMN     | 3         | Francisco Tenório     | Oposição     |
| PSOL    | 3         | Ivan Valente          | Oposição     |
| PTdoB   | 3         | Luís Tibé             | Oposição     |
| PRP     | 2         | Chico das Verduras    | Oposição     |

g. ^ Bancadas com maioria governista, mas que possuem deputados independentes e de oposição.

### Composição dos blocos partidários
A composição dos blocos partidários, da liderança do governo e da liderança da minoria era a seguinte durante o fim da legislatura:
| Bloco           | Deputados | Líder                                 |
| --------------- | --------- | ------------------------------------- |
| Governo         | ±356      | Henrique Fontana (PT)                 |
| Minoria         | ±142      | Domingos Savio (PSDB)                 |
| PP e PROS       | 59        | Eduardo da Fonte (PP)                 |
| PR, PTdoB e PRP | 36        | Bernardo Santana de Vasconcellos (PR) |

## Licenças
Obs: Essa lista desconsidera os deputados que renunciaram há 1 mês antes do final da legislatura devido a tomada de posse para cargos de secretários e minstros no dia 1º de Janeiro de 2015
| UF                  | Nome                                        | Partido | Data de licenciamento                                         | Motivo                                                                                                 | Suplente em exercício                                     |
| ------------------- | ------------------------------------------- | ------- | ------------------------------------------------------------- | --- | --------------------------------------------------------- |
| Bahia               | Afonso Bandeira Florence                    | PT      | 2 de fevereiro de 2011                                        | Assumiu o cargo de Ministro de Estado do Desenvolvimento Agrário.                                      | Emiliano José da Silva Filho (PT)                         |
| Bahia               | José Eduardo Vieira Ribeiro                 | PT      | 2 de fevereiro de 2011                                        | Assumiu o cargo de Secretário de Planejamento da Bahia.                                                | Sérgio Barradas Carneiro (PT)                             |
| Bahia               | João Felipe de Souza Leão                   | PP      | 13 de março de 2011                                           | Assumiu o cargo de Chefe da Casa Civil do Município de Salvador.                                       | Joseph Wallace Faria Bandeira (PT)                        |
| Distrito Federal    | Geraldo Magela Pereira                      | PT      | 4 de fevereiro de 2011                                        | Assumiu o cargo de Secretário de Desenvolvimento Urbano e Habitação do Governo do Distrito Federal.    | Augusto Silveira de Carvalho (PPS)                        |
| Distrito Federal    | Paulo Tadeu Vale Da Silva                   | PT      | 4 de fevereiro de 2011                                        | Assumiu o cargo de Secretario de Estado do Distrito Federal.                                           | Roberto Policarpo Fagundes (PT)                           |
| Distrito Federal    | Luiz Carlos Pietschmann                     | PMDB    | 10 de fevereiro de 2011                                       | Assumiu o cargo de Secretário de Obras do Distrito Federal.                                            | Ricardo Quirino dos Santos (PRB)                          |
| Espírito Santo      | Iriny Nicolau Corres Lopes                  | PT      | 2 de fevereiro de 2011                                        | Assumiu o cargo de Ministra da Secretaria de Políticas para as Mulheres.                               | Camilo Cola (PMDB)                                        |
| Goiás               | Leonardo Moura Vilela                       | PSDB    | 9 de fevereiro de 2011                                        | Assumiu o cargo de Secretário de Meio Ambiente e Recursos Hídricos de Goiás.                           | Valdivino José de Oliveira (PSDB)                         |
| Goiás               | Vilmar Da Silva Rocha                       | DEM     | 9 de fevereiro de 2011                                        | Assumiu o cargo de Secretário da Casa Civil de Goiás.                                                  | Jorge dos Reis Pinheiro (PRB)                             |
| Goiás               | Armando Vergílio dos Santos Júnior          | PMN     | 1º de março de 2011                                           | Assumiu o cargo de Secretário das Cidades de Goiás.                                                    | Waldir Soares de Oliveira (PSDB)                          |
| Goiás               | Thiago Mello Peixoto da Silveira            | PMDB    | 2 de março de 2011                                            | Assumiu o cargo de Secretário de Educação do Estado de Goiás.                                          | Marina Pignataro Santana (PT)                             |
| Mato Grosso         | Eliene José De Lima                         | PP      | 2 de fevereiro de 2011                                        | Assumiu o cargo de Secretário de Ciência e Tecnologia de Mato Grosso.                                  | Neri Geller (PP)                                          |
| Mato Grosso         | Pedro Henry Neto (Posteriormente renunciou) | PP      | 2 de fevereiro de 2011                                        | Assumiu o cargo de Secretário de Saúde de Mato Grosso.                                                 | Roberto Dorner (PP).                                      |
| Minas Gerais        | Nárcio Rodrigues da Silveira                | PSDB    | 2 de fevereiro de 2011                                        | Assumiu o cargo de Secretário de Ciência, Tecnologia e Ensino Superior do Estado de Minas Gerais.      | Bonifácio José Tamm de Andrada (PSDB)                     |
| Minas Gerais        | Alexandre Silveira de Oliveira              | PSD     | 3 de fevereiro de 2011                                        | Assumiu o cargo de Secretário Extraordinário de Gestão Metropolitana do Estado de Minas Gerais.        | Jairo Ataíde Vieira (DEM)                                 |
| Minas Gerais        | Olavo Bilac Pinto Neto                      | PR      | 3 de fevereiro de 2011                                        | Assumiu o cargo de Secretário de Desenvolvimento Regional e Política Urbana do Estado de Minas Gerais. | Vitor Penido de Barros (DEM)                              |
| Minas Gerais        | Carlos Carmo Andrade Melles                 | DEM     | 3 de fevereiro de 2011                                        | Assumiu o cargo de Secretário de Transportes e Obras Públicas do Estado de Minas Gerais.               | João Bittar Júnior (DEM)                                  |
| Minas Gerais        | Mário de Oliveira                           | PSC     | 24 de fevereiro de 2011                                       | Tratamento de saúde (5 dias) e para tratar de interesse particular (120 dias).                         | Stefano Aguiar dos Santos (PSC)                           |
| Pará                | Asdrúbal Mendes Bentes                      | PMDB    | 3 de fevereiro de 2011                                        | Assumiu o cargo de Secretário da Pesca do Estado do Pará. Posteriormente, voltou à Câmara, e renunciou | Luiz Otávio Oliveira Campos (PMDB)                        |
| Pará                | Nilson Pinto de Oliveira                    | PSDB    | 2 de fevereiro de 2011                                        | Assumiu o cargo de Secretário de Educação do Pará.                                                     | Dudimar Paxiúba (PSDB)                                    |
| Pará                | Zenaldo Rodrigues Coutinho Júnior           | PSDB    | 2 de fevereiro de 2011                                        | Assumiu o cargo de Chefe da Casa Civil da Governadoria do Estado do Pará.                              | André Teixeira Dias (PSDB)                                |
| Paraíba             | Aguinaldo Velloso Borges Ribeiro            | PP      | 6 de fevereiro de 2011                                        | Assumiu o cargo de Ministro das Cidades.                                                               | Leonardo Gadelha (PSC)                                    |
| Paraná              | Cezar Augusto Carollo Silvestri             | PPS     | 2 de fevereiro de 2011                                        | Assumiu o cargo de Secretário de Desenvolvimento Urbano do Paraná.                                     | Luiz Carlos Setim (DEM)                                   |
| Paraná              | Luiz Carlos Hauly                           | PSDB    | 4 de fevereiro de 2011                                        | Assumiu o cargo de Secretário de Fazenda do Paraná.                                                    | Luiz Nishimori (PSDB)                                     |
| Paraná              | Ratinho Junior                              | PSC     | 24 de janeiro de 2013                                         | Assumiu o cargo de Secretário de Desenvolvimento Urbano do Paraná.                                     | Professor Sérgio de Oliveira (PSC)                        |
| Pernambuco          | Danilo Jorge de Barros Cabral               | PSB     | 14 de fevereiro de 2011                                       | Assumiu o cargo de Secretário das Cidades do Governo de Pernambuco.                                    | Paulo Rubem Santiago Ferreira (PDT)                       |
| Pernambuco          | Maurício Rands Coelho Barros                | PT      | 15 de fevereiro de 2011                                       | Assumur o cargo de Secretário de Estado de Pernambuco.                                                 | Zacarias Vilharba (PRB)                                   |
| Piauí               | Átila Freitas Lira                          | PSB     | 3 de fevereiro de 2011                                        | Assumiu o cargo de Secretário de Estado de Educação e Cultura do Piauí.                                | José Nazareno Cardeal Fonteles (PT)                       |
| Rio de Janeiro      | Leonardo Carneiro Monteiro Picciani         | PMDB    | 18 de fevereiro de 2011                                       | Assumiu o cargo de Secretário de Habitação do Estado do Rio de Janeiro.                                | Nelson Roberto Bornier de Oliveira (PMDB)                 |
| Rio de Janeiro      | Julio Luiz Baptista Lopes                   | PP      | 1º de março de 2011                                           | Assumiu o cargo de Secretário de Transportes do Estado do Rio de Janeiro.                              | Fernando Jordão (PMDB)                                    |
| Rio de Janeiro      | Rodrigo Bethlem Fernandes                   | PMDB    | 1º de março de 2011                                           | Assumiu o cargo de Secretário Municipal de Assistência Social do Rio de Janeiro.                       | Wanderley Alves de Oliveira (PSC)                         |
| Rio de Janeiro      | Pedro Paulo Carvalho Teixeira               | PMDB    | 9 a 16 de fevereiro; 18 a 22 de fevereiro; 2 de março de 2011 | Assumiu o cargo de Secretário Chefe da Casa Civil do Rio de Janeiro.                                   | Solange Pereira de Almeida (PMDB)                         |
| Rio de Janeiro      | Luiz Sérgio Nóbrega de Oliveira             | PT      | 2 de fevereiro de 2011                                        | Assumiu o cargo de Ministro da Secretaria de Relações Institucionais.                                  | Francisco José d'Ângelo Pinto (PT)                        |
| Rio de Janeiro      | Jorge Ricardo Bittar                        | PT      | 3 de fevereiro de 2011                                        | Assumiu o cargo de Secretário Municipal de Habitação do Rio de Janeiro.                                | Eliane Pontes Rolim (PT)                                  |
| Rio de Janeiro      | Sergio Zveiter                              | PDT     | 23 de março de 2011                                           | Assumiu o cargo de Secretário de Trabalho e Renda do Estado de Rio de Janeiro.                         | Carlos Daudt Brizola (PDT)                                |
| Rio Grande do Norte | Carlos Alberto de Sousa Rosado              | DEM     | 8 de fevereiro de 2011                                        | Assumiu o cargo de Secretário da Agricultura, da Pecuária e da Pesca do Estado do Rio Grande do Norte. | Rogério Simonetti Marinho (PSDB)                          |
| Rio Grande do Sul   | Luiz Roberto de Albuquerque                 | PSB     | 4 de fevereiro de 2011                                        | Assumiu o cargo de Secretário de Infraestrutura e Logística do Estado do Rio Grande do Sul.            | Luiz Noé de Souza Soares (PSB)                            |
| Rio Grande do Sul   | Maria do Rosário Nunes                      | PT      | 2 de fevereiro de 2011                                        | Assumiu o cargo de Ministra Chefe da Secretaria dos Direitos Humanos.                                  | Fernando Stephan Marroni (PT)                             |
| Rio Grande do Sul   | Luiz Carlos Ghiorzzi Busato                 | PTB     | 7 de fevereiro de 2011                                        | Assumiu o cargo de Secretário de Estado do Rio Grande do Sul.                                          | Ronaldo Nogueira de Oliveira (PTB)                        |
| Santa Catarina      | João Rodrigues                              | DEM     | 1º de março de 2011                                           | Assumiu o cargo de Secretário de Agricultura do Estado de Santa Catarina.                              | Valdir Colatto (PMDB)                                     |
| Santa Catarina      | Paulo Bornhausen                            | DEM     | 1º de março de 2011                                           | Assumiu o cargo de Secretário de Desenvolvimento Econômico Sustentável do Estado de Santa Catarina.    | Carmen Emília Bonfá Zanotto (PPS)                         |
| Santa Catarina      | Marco Antonio Tebaldi                       | PSDB    | 2 de março de 2011                                            | Assumiu o cargo de Secretário da Educação do Estado de Santa Catarina.                                 |                                                           |
| São Paulo           | Emanuel Fernandes                           | PSDB    | 2 de fevereiro de 2011                                        | Assumiu o cargo de Secretário de Estado de São Paulo.                                                  | Vanderlei Macris (PSDB)                                   |
| São Paulo           | Aldo Rebelo                                 | PC do B | 28 de outubro de 2011                                         | Assumiu o cargo de Ministro do Esporte.                                                                | Vanderlei Siraque (PT)                                    |
| São Paulo           | Julio Francisco Semeghini Neto              | PSDB    | 2 de fevereiro de 2011                                        | Assumiu o cargo de Secretário de Gestão Pública do Estado de São Paulo.                                | Walter Meyer Feldman (PSDB) → Walter Shindi Iihoshi (DEM) |
| São Paulo           | Edson Aparecido dos Santos                  | PSDB    | 3 de fevereiro de 2011                                        | Assumiu o cargo de Secretário de Desenvolvimento Metropolitano.                                        | Eleuses Paiva (DEM)                                       |
| São Paulo           | José Aníbal Peres de Pontes                 | PSDB    | 3 de fevereiro de 2011                                        | Assumiu o cargo de Secretário de Energia de São Paulo.                                                 | Alberto Pereira Mourão (PSDB)                             |
| São Paulo           | Márcio Luiz França Gomes                    | PSB     | 3 de fevereiro de 2011                                        | Assumiu o cargo de Secretário de Turismo de São Paulo.                                                 | Marco Aurélio Ubiali (PSB)                                |

## Renúncias
Obs: Essa lista desconsidera os deputados que renunciaram há 1 mês antes do final da legislatura devido a tomada de posse para cargos de governador e vice-governador no dia 1º de Janeiro de 2015
| UF             | Nome                                                  | Partido             | Data de licenciamento                                                    | Motivo | Suplente em exercício |
| -------------- | ----------------------------------------------------- | ------------------- | ------------------------------------------------------------------------ | --- | --- |
| Rio de Janeiro | Alexandre Aguiar Cardoso                              | PSB                 | 3 de fevereiro de 2011 (licenciamento) e 1 de janeiro de 2013 (renúncia) | Assumiu o cargo de Secretário de Estado de Ciência e Tecnologia do Rio de Janeiro, e depois foi eleito prefeito de Duque de Caxias. | Carlos Alberto Lopes (PMN) |
| São Paulo      | Carlos José de Almeida                                | PT                  | 3 de janeiro de 2013                                                     | eleito prefeito de São José dos Campos.                                                                                             | José Genoíno Guimarães Neto (PT) |
| Mato Grosso    | Homero Alves Pereira (eleito com 112.421 votos)       | PSD, eleito pelo PR | setembro de 2013                                                         | Passava por tratamento médico contra um câncer, por isso se aposentou, morrendo no mês seguinte                                     | Ságuas Moraes (PT) |
| São Paulo      | José Genoíno Guimarães Neto                           | PT                  | 9 de outubro de 2013                                                     | Foi preso no Julgamento do mensalão.                                                                                                | Renato Simões (PT) |
| São Paulo      | Valdemar Costa Neto (eleito com 174.826 votos)        | PR                  | 5 de dezembro de 2013                                                    | Foi condenado no Julgamento do mensalão.                                                                                            | Gustavo Petta (PC do B) |
| Mato Grosso    | Pedro Henry Neto (eleito com 81.454 votos)            | PP                  |                                                                          | Foi condenado no Julgamento do mensalão.                                                                                            | Roberto Dorner (PP) |
| Minas Gerais   | Eduardo Brandão de Azeredo (eleito com 123.649 votos) | PSDB                |                                                                          | Para escapar do julgamento no caso do Mensalão Tucano                                                                               | O suplente imediato Ruy Adriano Borges Muniz, do DEM, renunciou para poder continuar a exercer o cargo de prefeito em Montes Claros, e em seu lugar assumiu o segundo suplente, Edmar Moreira. |
| São Paulo      | João Paulo Cunha (eleito com 255.497 votos)           | PT                  | Condenado no Julgamento do Mensalão                                      | Iara Bernardi (PT-SP), já assumira como suplente, e foi efetivada; o segundo suplente, Gustavo Petta (PCdoB) assumiu                | |
| Pará           | Asdrúbal Mendes Bentes                                | PMDB                | 25 de março de 2014                                                      | Foi condenado por compra de votos                                                                                                   | Luiz Otávio Oliveira Campos (PMDB) |
| Minas Gerais   | Antônio Roberto Soares (eleito com 88.344 votos)      | PV                  | maio de 2014                                                             | se aposentou | Luiz Gonzaga Ribeiro (PDT, eleito pelo PV) |
| São Paulo      | Márcio França                                         | (PSB)               | janeiro de 2015                                                          | se elegeu vice-governador de São Paulo                                                                                              | Marcelinho Carioca (PT, eleito pelo PSB) |
|                |                                                       |                     |                                                                          | | |
|                |                                                       |                     |                                                                          | | |
|                |                                                       |                     |                                                                          | | |
|                |                                                       |                     |                                                                          | | |
|                |                                                       |                     |                                                                          | | |
|                |                                                       |                     |                                                                          | | |

## Cassações
| UF       | Nome          | Partido                                        | Data da cassação        | Motivo |
| -------- | ------------- | ---------------------------------------------- | ----------------------- | --- |
| Rondônia | Natan Donadon | PMDB                                           | 12 de fevereiro de 2014 | Quebra de decoro parlamentar. |
| Paraná   | André Vargas  | sem partido (eleito pelo PT com 151.769 votos) | 10 de dezembro de 2014  | Quebra de decoro parlamentar por ter intermediado negócios do doleiro Alberto Youssef com o Ministério da Saúde e de ter usado um jatinho do doleiro. |

## Outros casos
Em relação ao Amapá, Janete Capiberibe num primeiro momento teve seus votos anulados pela Justiça Eleitoral, daí a aparecer com 0% na apuração oficial, e levando a eleição de Marcivânia do Socorro da Rocha Flexa, a "Professora Marcivânia", terceira colocada da coligação PT-PSB no Estado. Posteriormente, com a validação de seus votos, Janete assumiu novamente o lugar de Marcivânia.
Luiz Gonzaga Ribeiro (Sub-Tenente Gonzaga) que assumiu em maio de 2014 a vaga de Antônio Roberto Soares, que se aposentou, foi cassado dois meses depois por liminar deferida pelo ministro Marco Aurélio Mello, do STF, por infidelidade partidária. Em julho, no entanto, a decisão ainda não havia sido cumprida.